# Гарсия, Каролин
Каролин Гарсия (фр. Caroline Garcia; род. 16 октября 1993 года в Сен-Жермен-ан-Ле, Франция) — французская теннисистка; победительница двух турниров Большого шлема в парном разряде (Открытый чемпионат Франции 2016, Открытый чемпионат Франции 2022), вторая француженка в истории, выигравшая Итоговый турнир WTA в одиночном разряде (2022); победительница 19 турниров WTA (из них 11 в одиночном разряде); четвёртая ракетка мира в одиночном и бывшая вторая ракетка мира в парном разряде; победительница Кубка Федерации (2019).
В юниорах: финалистка одного юниорского турнира Большого шлема в одиночном разряде (Открытый чемпионат США-2011); бывшая пятая ракетка мира в юниорском рейтинге.

## Общая информация
Родители Каролин — Луи-Поль и Мари-Лене владеют собственным агентством недвижимости. Отец сопровождает дочь на соревнованиях.
Француженка пришла в теннис в пять лет, но первые годы совмещала игру в этом виде с занятиями множеством других видов спорта. Сильными сторонами в игре Гарсия являются форхенд и подача.

## Спортивная карьера

### Начало карьеры

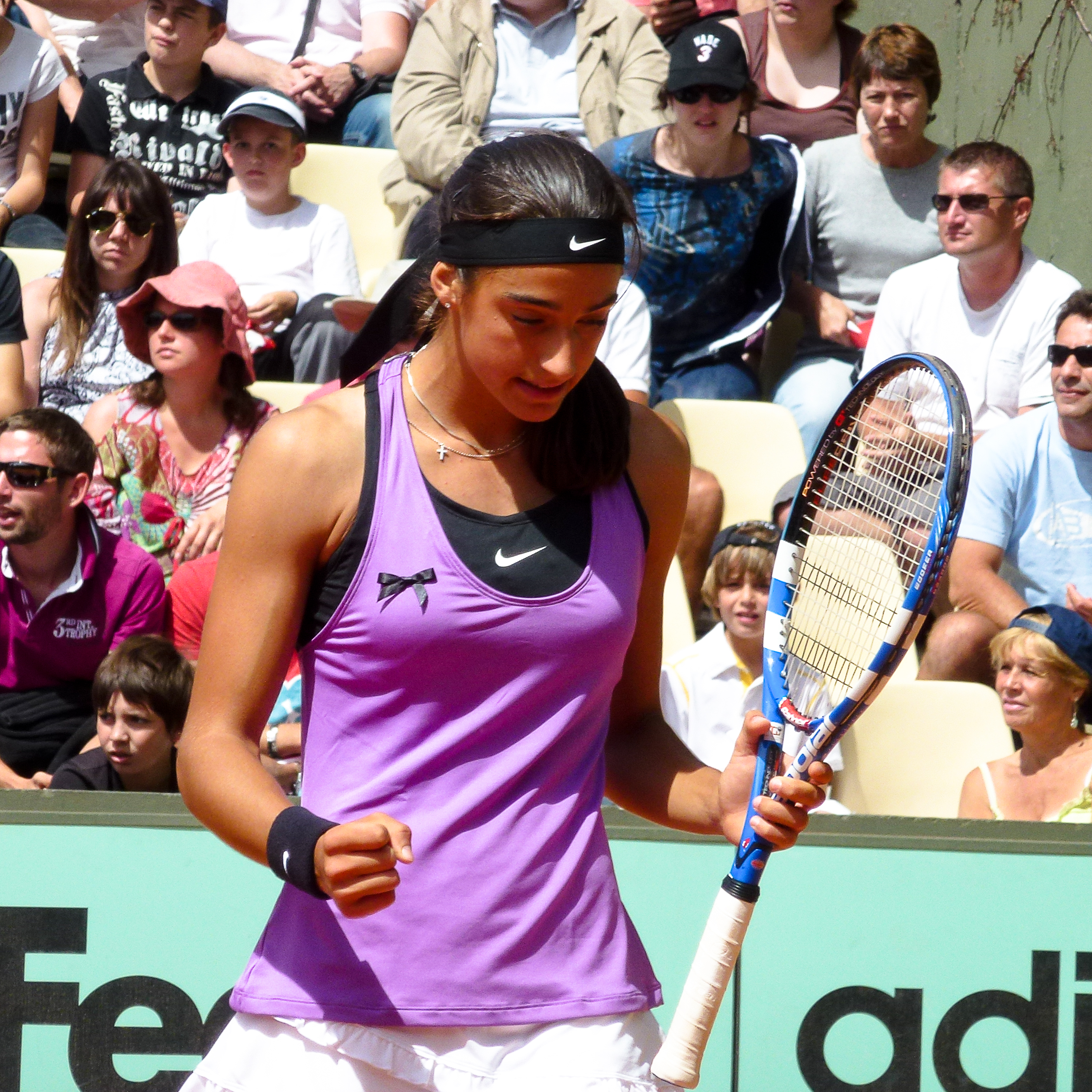
Гарсия в матче первого раунда Открытого чемпионата Франции 2011 года

В сентябре 2009 года Гарсия выиграла первый в карьере титул на парном 10-тысячнике ITF в Португалии. В январе 2011 года, получив специальное приглашение, она дебютировала на турнирах серии Большого шлема, сыграв на Открытом чемпионате Австралии, где пробилась во второй раунд. Такого же результата 17-летняя француженка добивается в мае на Открытом чемпионате Франции, куда она также получила специальное приглашение. В матче второго раунда она встретилась с 8-й в мире на тот момент Марией Шараповой и смогла выиграть первый сет, но в итоге проиграла со счётом 6-3, 4-6, 0-6. На следующий год Каролин на Ролан Гаррос проигрывает в первом раунде.
В 2013 году она участвует в основных соревнованиях Австралийского чемпионата, где не смогла в первом раунде обыграть россиянку Елену Веснину. В апреле того же года Каролин впервые сыграла за Сборную Франции в розыгрыше Кубка Федерации. В мае она выигрывает титул на 100-тысячнике ITF в Кань-сюр-Мере. На Открытом чемпионате Франции-2013 во втором раунде Гарсия попадает на первую ракетку мира Серену Уильямс и с разгромом проигрывает своей именитой сопернице 1-6, 2-6. Рейтинговых очков, полученных во Франции хватило, чтобы впервые по завершении турнира войти в Топ-100 мировой классификации WTA. Пробившись через квалификацию на Уимблдонский турнир, во втором раунде она вновь встречается с Уильямс и проигрывает ей на этот раз 3-6, 2-6. На дебютном в основной сетке Открытом чемпионате США Каролин выходит во второй раунд. Сезон 2013 года она впервые завершает в первой сотне, заняв 75-ю строчку.
На Открытом чемпионате Австралии 2014 года Гарсия выбывает в первом раунде. В феврале ей удаётся выйти в полуфинал на турнире в Акапулько, переиграв в четвертьфинале представительницу Топ-20 Эжени Бушар 3-6, 6-4, 6-1. В апреле на грунтовом турнире в Боготе Каролин смогла выиграть свой дебютный титул WTA. Удалось ей это сделать сразу, как в одиночном, так и в парном разряде (совместно с испанской теннисисткой Ларой Арруабарреной). В финале одиночных соревнований того турнира она переиграла первого номера посева Елену Янкович (9-я в мире на тот момент) со счётом 6-3 6-4.
В начале мая Гарсия хорошо выступила на турнире Премьер-серии в Мадриде. Попала француженка на турнир, пройдя два раунда квалификации и сразу ей досталась в соперницы Анжелика Кербер (№ 8 в мире), которую Гарсия смогла выиграть на отказе соперницы 6-3, 2-0. Во втором раунде её соперница Мария Кириленко снялась с турнира, а в третьем Каролин выигрывает ещё одну сеяную Сара Эррани (№ 11 в мире) 6-2 4-6 6-3. Её путь на турнире завершился в четвертьфинале, где она уступила третьей ракетке мира Агнешке Радваньской. На Открытом чемпионате Франции к огорчению местных болельщиков она выбывает в первом же раунде.
На Уимблдонском турнире 2014 года Гарсия в первом раунде обыгрывает Сарру Эррани и проходить по сетке до третьего раунда, где в свою очередь уступает россиянке Екатерине Макаровой. На Открытом чемпионате США она слетает в первом раунде, проиграв сопернице из второй сотни Николь Гиббс. В сентябре ей удаётся хорошо выступить в Ухане, где она обыграла ряд сильных теннисисток: в первом раунде Винус Уильямс (№ 18 в мире на тот момент), во втором Агнешку Радваньскую (№ 6 в мире) и в третьем Коко Вандевеге (№ 38). В 1/4 финала Гарсия уступила № 3 в мире Петре Квитовой. Начиная с Уханя, в парном разряде ей удалось четыре раза подряд выйти в финал, если учитывать турнир в Брисбене, который прошёл уже в январе 2015 года. На всех турнирах она выступила с разными партнёршами: в Ухане с Карой Блэк, в Линце с Анникой Бек, в Москве с Аранчой Парра Сантонха и в Брисбене с Катариной Среботник. Также во всех четырёх финалах Гарсия и её партнёрши уступают. Сезон 2014 года в одиночном рейтинге она завершила на 38-й строчке.

### 2015—2016 (победа на парном Ролан Гаррос)

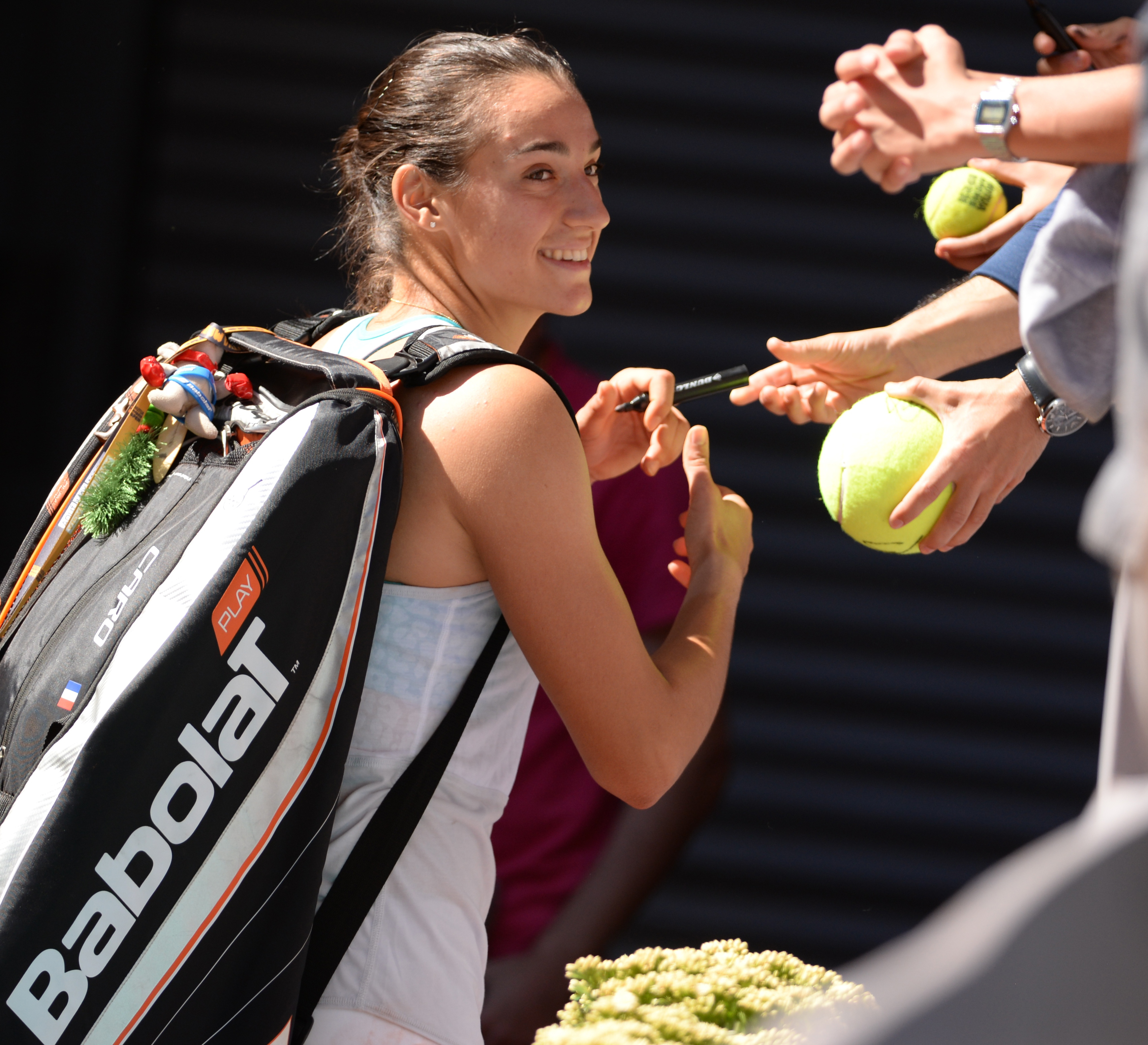
Гарсия после матча в сезоне 2015 года

На Открытом чемпионате Австралии Каролин прошла по сетке до третьего раунда, где проиграла седьмой сеяной Эжени Бушар. В феврале на турнире в Акапулько она вышла в финал, в том числе благодаря снятию с турнира её соперницы по полуфиналу Марии Шараповой. В финале она проигрывает швейцарской теннисистке Тимее Бачински 3-6, 0-6. Через неделю они встретились снова в финале в Монтеррее и Гарсия вновь уступила 6-4, 2-6, 4-6. В полуфинале того турнира она переиграла представительницу Топ-10 Ану Иванович 6-1, 6-4. В матче третьего раунда Индиан-Уэллса они встречаются снова и Гарсия опять побеждает сербскую теннисистку 6-2, 5-7, 6-2. В следующем четвёртом раунде она проиграла немке Сабине Лисицки. В апреле на грунтовом турнире в Штутгарте француженка вышла в четвертьфинал. В первом раунде она в очередной раз в сезоне обыграла Ану Иванович. На турнире в Мадриде в матче второго раунда она обыгрывает Каролину Плишкову (№ 13 в мире на тот момент), а дальше уступает Марии Шараповой. На Открытом чемпионате Франции она выбыла в первом раунде.
Гарсия в июне 2015 года совместно с Катариной Среботник выигрывает парный титул травяного турнира в Истборне. На Уимблдонском турнире также как и во Франции она проигрывает в первом раунде. В августе на турнире в Цинциннати в матче второго раунда она обыграла 4-ю ракетку мира Петру Квитову 7-5, 4-6, 6-2, но затем проигрывает Элине Свитолиной. На турнире в Нью-Хейвене она дошла до четвертьфинала, где проиграла 4-й в мире Каролине Возняцки. На Открытом чемпионате США Гарсия не смогла переиграть немку Андрею Петкович, а в парном разряде совместно с Катариной Среботник впервые смогла выйти в четвертьфинал Большого шлема. В октябре она оформляет выход в 1/4 финала на турнире в Гонконге, а в ноябре побеждает на турнире младшей серии WTA 125 в Лиможе. Сезон она завершила на 35-месте.
На Открытом чемпионате Австралии 2016 года Гарсия не смогла преодолеть первый раунд. В феврале месяце на турнире в Дубае она обыграла Анну Каролину Шмидлову, Карлу Суарес Наварро, Андрею Петкович и вышла в полуфинал. где уступила Барборе Стрыцовой. На турнире в Монтеррее она также выходит в полуфинал. В апреле в парном разряде с Кристиной Младенович Гарсия выиграла два турнира (в Чарлстоне и Штутгарте). В мае француженкам удалось в паре выиграть премьер турнир высшей категории в Мадриде. Перед стартом Ролан Гаррос Гарсия смогла выиграть втрой для себя титул в одиночном разряде, одержав победу в Страсбурге. На Открытом чемпионате Франции 2016 года главного результата она достигла в парном разряде, где вместе со своей соотечественницей Кристиной Младенович смогла выиграть свой первый титул Большого шлема. В финале они смогли переиграть россиянок Елену Веснину и Екатерину Макарову — 6-3, 2-6, 6-4. Пара, состоящая полностью из француженок, выиграла домашний турнир Большого шлема впервые с 1971 года. По окончании турнира Гарсия поднялась на третье место в мировом парном рейтинге.
После триумфа на парном Ролан Гаррос Гарсия смогла взять ещё один титул в одиночках. Она стала победительницей турнира на Мальорке, обыграв в финале Анастасию Севастову — 6-3, 6-4. Летом она впервые выступила на Олимпийских играх, которые проводились в Рио-де-Жанейро. В одиночном разряде она проиграла на стадии второго раунда, а в парном разряде многообещающая пара с Младенович неожиданно выбыла уже на старте. На Открытом чемпионате США Гарсия и Младенович выступили намного лучше и дошли до финала, в котором проиграли Бетани Маттек-Сандс и Луции Шафаржовой — 6-2, 6-7(5), 4-6. В октябре 2016 года Гарсия смогла подняться в парном рейтинге на второе место. В концовке сезона Гарсия сыграла в финале Кубка Федерации, в котором француженки проиграли сборной Чехии.

### 2017—2018 (попадание в топ-5)

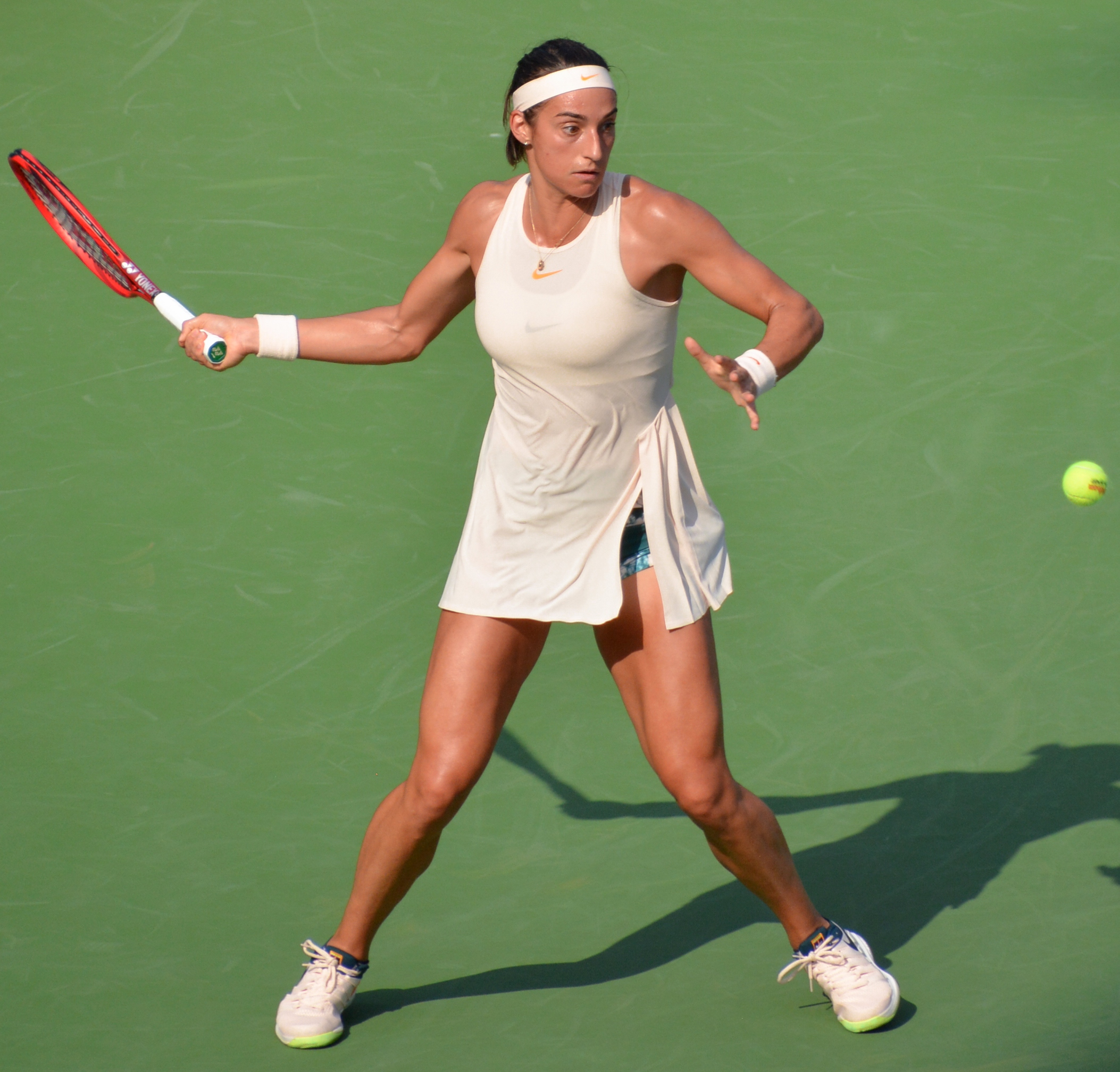
Гарсия на Открытом чемпионате США 2018 года

На Открытом чемпионате Австралии 2017 года Гарсия и Младенович смогли выйти в полуфинал в женских парах. В одиночном разряде первого полуфинала в сезоне Гарсия достигла в апреле на турнире в Монтеррее. Следующее попадание в 1/2 финала пришлось на май в Страсбурге. На Открытом чемпионате Франции Гарсия впервые вышла в четвертьфинал Большого шлема в одиночном разряде. В июне она вышла в полуфинал травяного турнира на Мальорке, а затем смогла попасть в четвёртый раунд на Уимблдоне. В июле Гарсии удалось выйти в полуфинал турнира в Бостаде, а в начале августа на премьер-турнире в Торонто сыграла в 1/4 финала.
Осенью 2017 года на крупных турнирах в Китае Гарсия смогла показать великолепную игру. На турнире серии Премьер 5 в Ухане она выиграла титул, переиграв в финале Эшли Барти (6-7, 7-6, 6-2). Затем на Премьер турнире высшей категории в Пекине француженка обыграла в четвертьфинале третью ракетку мира Элину Свитолину (6-7, 7-5, 7-6). Затем в полуфинале одолела известную чешскую теннисистку Петру Квитову (6-3, 7-5), а в финале нанесла поражение № 2 в мире Симоне Халеп со счётом 6-4, 7-6(3). Гарсия, взяв два крупных титула подряд смогла впервые в карьере подняться в топ-10 одиночного рейтинга. В концовке сезона француженка впервые смогла сыграть на Итоговом турнире. В своей группе она одержала две победы над № 4 Элиной Свитолиной и над № 6 Каролиной Возняцки. Это позволило ей выйти в полуфинал, где Гарсия проиграла Винус Уильямс. В итоге она смогла занять 8-е место рейтинга по результатам 2017 года.
На Открытом чемпионате Австралии 2018 года Каролин Гарсия дошла до четвёртого круга и проиграла там американке Мэдисон Киз. Это лучший результат в карьере на турнире в Мельбурне. В середине февраля на турнире серии премьер 5 в Дубае французская спортсменка сумела дойти до четвертьфинала, но там уступила второму номеру посева Гарбинье Мугуруса из Испании. В апреле Гарсия на турнире в Штутгарте обыграла № 4 в мире Элину Свитолину и прошла в полуфинал. В мае Гарсия дошла до полуфинала турнира в Мадриде, но проиграла Кики Бертенс из Нидерландов. Затем в Риме она сыграла в четвертьфинале. На Открытом чемпионате Франции она доиграла до четвёртого раунда, в котором проиграла немке Анжелике Кербер.
На Уимблдонском турнире 2018 года Гарсия проиграла в первом же круге швейцарке Белинде Бенчич. В августе после выхода в четвертьфинал в Монреале французская теннисистка смогла войти в топ-5 мирового рейтинга. На Открытом чемпионате США она выбыла в третьем круге, уступив дорогу за трофеем испанке Карле Суарес Наварро. После выступления на кортах в Нью-Йорке Гарсия поднялась на самую высокою для себя в карьере — 4-ю позицию одиночного рейтинга. Осенью она не смогла защитить титулы в Ухане и Пекине и потеряла много рейтинговых очков, таким образом, покинув топ-10. Однако после этого в октябре она выиграла небольшой турнир WTA в Тяньцзине, в финале обыграв чешку Каролину Плишкову, а в полуфинале китаянку Се Шувэй.

### 2019—2021 (победа в Кубке Федерации)
На Открытом чемпионате Австралии 2019 года Гарсия дошла до третьего раунда, где уступила Даниэль Коллинз из США. В мае она смогла выйти в финал грунтового турнира в Страсбурге, в котором проиграла Даяне Ястремской — 4-6, 7-5, 6-7(3). В июне она выиграла турнире на траве в Ноттингеме. В решающем матче была обыграна Донна Векич — 2-6, 7-6(4), 7-6(4). После этого титула Гарсия не показывала ярких результатов и концу сезона откатилась в рейтинге на 45-е место. Главным достижением в сезоне для неё стала победа за сборную Франции в Кубке Федерации. Гарсия в паре с Младенович в финале против Австралии выиграла решающий парный матч у Эшли Барти и Саманты Стосур со счётом 6-4, 6-3.
В 2020 году Гарсия смогла выйти в третий раунд Открытого чемпионата США, переиграв № 3 в мире Каролину Плишкову. На Ролан Гаррос, прошедшим в октябре, она доиграла до четвёртого раунда.
В июле 2021 года на турнире в Лозанне Гарсия впервые в сезоне вышла в полуфинал. Вторая в карьере Олимпиада, которая состоялась в Токио, сложилась для Каролин неудачно. Она проиграла в первом раунде в одиночках и в парах.

### 2023 год
На Открытом чемпионате Австралии французская теннисистка (четвёртый номер посева) дошла до четвёртого круга, где уступила несеянной на турнире Магде Линетт из Польши (6-7 4-6).

## Итоговое место в рейтинге WTA по годам
| Год  | Одиночный рейтинг | Парный рейтинг |
| 2024 | 51                | 76             |
| 2023 | 20                | 90             |
| 2022 | 4                 | 26             |
| 2021 | 74                | 172            |
| 2020 | 43                | 143            |
| 2019 | 45                | 247            |
| 2018 | 19                |                |
| 2017 | 8                 | 73             |
| 2016 | 23                | 2              |
| 2015 | 35                | 14             |
| 2014 | 38                | 26             |
| 2013 | 75                | 115            |
| 2012 | 138               | 167            |
| 2011 | 146               | 309            |
| 2010 | 280               | 601            |
| 2009 | 681               | 887            |

## Выступления на турнирах

### Финалы Итоговых турнировWTAв одиночном разряде (1)

#### Победа (1)
| №  | Год  | Турнир         | Покрытие   | Соперница в финале | Счёт       |
| 1. | 2022 | Форт-Уэрт, США | Хард (зал) | Арина Соболенко    | 7-6(4) 6-4 |

### Финалы турнировWTAв одиночном разряде (16)

#### Победы (11)
| Легенда:                                     |
| -------------------------------------------- |
| Турниры Большого шлема (0+2)*                |
| Олимпиада (0)                                |
| Итоговый турнир WTA (1)                      |
| Premier Mandatory / WTA 1000 Mandatory (1+1) |
| Premier 5 / WTA 1000 (2)                     |
| Premier / WTA 500 (0+4)                      |
| International / WTA 250 (7+1)                |

| Титулы по покрытиям | Титулы по месту проведения матчей турнира |
| ------------------- | ----------------------------------------- |
| Хард (5)*           | Зал (1+1)                                 |
| Грунт (3+6)         | Зал (1+1)                                 |
| Трава (3+2)         | Открытый воздух (10+7)                    |
| Ковёр (0)           | Открытый воздух (10+7)                    |

* количество побед в одиночном разряде + количество побед в парном разряде.
| №   | Дата             | Турнир                    | Покрытие   | Соперница в финале   | Счёт              |
| 1.  | 13 апреля 2014   | Богота, Колумбия          | Грунт      | Елена Янкович        | 6-3 6-4           |
| 2.  | 21 мая 2016      | Страсбург, Франция        | Грунт      | Мирьяна Лучич-Барони | 6-4 6-1           |
| 3.  | 19 июня 2016     | Мальорка, Испания         | Трава      | Анастасия Севастова  | 6-3 6-4           |
| 4.  | 30 сентября 2017 | Ухань, Китай              | Хард       | Эшли Барти           | 6-7(3) 7-6(4) 6-2 |
| 5.  | 8 октября 2017   | Пекин, Китай              | Хард       | Симона Халеп         | 6-4 7-6(3)        |
| 6.  | 14 октября 2018  | Тяньцзинь, Китай          | Хард       | Каролина Плишкова    | 7-6(7) 6-3        |
| 7.  | 16 июня 2019     | Ноттингем, Великобритания | Трава      | Донна Векич          | 2-6 7-6(4) 7-6(4) |
| 8.  | 25 июня 2022     | Бад-Хомбург, Германия     | Трава      | Бьянка Андрееску     | 6-7(5) 6-4 6-4    |
| 9.  | 31 июля 2022     | Варшава, Польша           | Грунт      | Ана Богдан           | 6-4 6-1           |
| 10. | 21 августа 2022  | Цинциннати, США           | Хард       | Петра Квитова        | 6-2 6-4           |
| 11. | 7 ноября 2022    | Итоговый турнир WTA       | Хард (зал) | Арина Соболенко      | 7-6(4) 6-4        |

#### Поражения (5)
| №  | Дата            | Турнир             | Покрытие   | Соперница в финале | Счёт           |
| 1. | 28 февраля 2015 | Акапулько, Мексика | Хард       | Тимея Бачински     | 3-6 0-6        |
| 2. | 8 марта 2015    | Монтеррей, Мексика | Хард       | Тимея Бачински     | 6-4 2-6 4-6    |
| 3. | 25 мая 2019     | Страсбург, Франция | Грунт      | Даяна Ястремская   | 4-6 7-5 6-7(3) |
| 4. | 5 февраля 2023  | Лион, Франция      | Хард (зал) | Алисия Паркс       | 6-7(7) 5-7     |
| 5. | 5 марта 2023    | Монтеррей, Мексика | Хард       | Донна Векич        | 4-6 6-3 5-7    |

### Финалы турнировWTA 125иITFв одиночном разряде (6)

#### Победы (2)
| Легенда:          |
| ----------------- |
| WTA 125 (1+1)*    |
| 100.000 USD (1+1) |
| 75.000 USD (0)    |
| 50.000 USD (0+1)  |
| 25.000 USD (0+1)  |
| 10.000 USD (0+1)  |

| Титулы по покрытиям | Титулы по месту проведения матчей турнира |
| ------------------- | ----------------------------------------- |
| Хард (1+3)*         | Зал (1+1)                                 |
| Грунт (1+2)         | Зал (1+1)                                 |
| Трава (0)           | Открытый воздух (1+4)                     |
| Ковёр (0)           | Открытый воздух (1+4)                     |

* количество побед в одиночном разряде + количество побед в парном разряде.
| №  | Дата           | Турнир                | Покрытие   | Соперница в финале | Счёт        |
| 1. | 12 мая 2013    | Кань-сюр-Мер, Франция | Грунт      | Марина Заневская   | 6-0 4-6 6-3 |
| 2. | 15 ноября 2015 | Лимож, Франция        | Хард (зал) | Луиза Чирико       | 6-1 6-3     |

#### Поражения (4)
| №  | Дата            | Турнир                | Покрытие   | Соперница в финале     | Счёт    |
| 1. | 11 июля 2010    | Ашаффенбург, Германия | Грунт      | Мэдэлина Гожня         | 1-6 0-6 |
| 2. | 17 апреля 2011  | Оспри, США            | Грунт      | Клер де Губернати      | 4-6 4-6 |
| 3. | 13 августа 2011 | Казань, Россия        | Хард       | Юлия Путинцева         | 4-6 2-6 |
| 4. | 20 ноября 2016  | Лимож, Франция        | Хард (зал) | Екатерина Александрова | 4-6 0-6 |

### Финалы турниров Большого шлема в парном разряде (3)

#### Победы (2)
| №  | Год  | Турнир                         | Покрытие | Партнёрша           | Соперницы в финале               | Счёт        |
| 1. | 2016 | Открытый чемпионат Франции     | Грунт    | Кристина Младенович | Елена Веснина Екатерина Макарова | 6-3 2-6 6-4 |
| 2. | 2022 | Открытый чемпионат Франции (2) | Грунт    | Кристина Младенович | Кори Гауфф Джессика Пегула       | 2-6 6-3 6-2 |

#### Поражения (1)
| №  | Год  | Турнир                 | Покрытие | Партнёрша           | Соперницы в финале                  | Счёт           |
| 1. | 2016 | Открытый чемпионат США | Хард     | Кристина Младенович | Бетани Маттек-Сандс Луция Шафаржова | 6-2 6-7(5) 4-6 |

### Финалы турнировWTAв парном разряде (19)

#### Победы (8)
| №  | Дата           | Турнир                         | Покрытие    | Партнёрша           | Соперницы в финале                    | Счёт              |
| 1. | 12 апреля 2014 | Богота, Колумбия               | Грунт       | Лара Арруабаррена   | Ваня Кинг Шанель Схеперс              | 7-6(5) 6-4        |
| 2. | 27 июня 2015   | Истборн, Великобритания        | Трава       | Катарина Среботник  | Чжань Юнжань Чжэн Цзе                 | 7-6(5) 6-2        |
| 3. | 10 апреля 2016 | Чарлстон, США                  | Грунт       | Кристина Младенович | Бетани Маттек-Сандс Луция Шафаржова   | 6-2 7-5           |
| 4. | 24 апреля 2016 | Штутгарт, Германия             | Грунт (зал) | Кристина Младенович | Саня Мирза Мартина Хингис             | 2-6 6-1 [10-6]    |
| 5. | 7 мая 2016     | Мадрид, Испания                | Грунт       | Кристина Младенович | Саня Мирза Мартина Хингис             | 6-4 6-4           |
| 6. | 5 июня 2016    | Открытый чемпионат Франции     | Грунт       | Кристина Младенович | Елена Веснина Екатерина Макарова      | 6-3 2-6 6-4       |
| 7. | 5 июня 2022    | Открытый чемпионат Франции (2) | Грунт       | Кристина Младенович | Кори Гауфф Джессика Пегула            | 2-6 6-3 6-2       |
| 8. | 25 июня 2023   | Берлин, Германия               | Трава       | Луиза Стефани       | Маркета Вондроушова Катерина Синякова | 4-6 7-6(8) [10-4] |

#### Поражения (11)
| №   | Дата             | Турнир                 | Покрытие    | Партнёрша             | Соперницы в финале                  | Счёт            |
| 1.  | 27 сентября 2014 | Ухань, Китай           | Хард        | Кара Блэк             | Флавия Пеннетта Мартина Хингис      | 4-6 7-5 [10-12] |
| 2.  | 12 октября 2014  | Линц, Австрия          | Хард (зал)  | Анника Бек            | Ралука Олару Анна Татишвили         | 2-6 1-6         |
| 3.  | 18 октября 2014  | Москва, Россия         | Хард (зал)  | Аранча Парра Сантонха | Флавия Пеннетта Мартина Хингис      | 3-6 5-7         |
| 4.  | 10 января 2015   | Брисбен, Австралия     | Хард        | Катарина Среботник    | Сабина Лисицки Мартина Хингис       | 2-6 5-7         |
| 5.  | 26 апреля 2015   | Штутгарт, Германия     | Грунт (зал) | Катарина Среботник    | Бетани Маттек-Сандс Луция Шафаржова | 4-6 3-6         |
| 6.  | 16 августа 2015  | Торонто, Канада        | Хард        | Катарина Среботник    | Бетани Маттек-Сандс Луция Шафаржова | 1-6 2-6         |
| 7.  | 15 января 2016   | Сидней, Австралия      | Хард        | Кристина Младенович   | Саня Мирза Мартина Хингис           | 6-1 5-7 [5-10]  |
| 8.  | 20 февраля 2016  | Дубай, ОАЭ             | Хард        | Кристина Младенович   | Чжуан Цзяжун Дарья Юрак             | 4-6 4-6         |
| 9.  | 11 сентября 2016 | Открытый чемпионат США | Хард        | Кристина Младенович   | Бетани Маттек-Сандс Луция Шафаржова | 6-2 6-7(5) 4-6  |
| 10. | 9 октября 2016   | Пекин, Китай           | Хард        | Кристина Младенович   | Бетани Маттек-Сандс Луция Шафаржова | 4-6 4-6         |
| 11. | 12 января 2024   | Аделаида, Австралия    | Хард        | Кристина Младенович   | Тейлор Таунсенд Беатрис Хаддад Майя | 5-7 3-6         |

### Финалы турнировWTA 125иITFв парном разряде (9)

#### Победы (5)
| №  | Дата             | Турнир              | Покрытие   | Партнёрша        | Соперницы в финале                   | Счёт           |
| 1. | 27 сентября 2009 | Эшпинью, Португалия | Грунт      | Эликсан Лешемия  | Мишель Охремчук Морган Понс          | 7-5 6-1        |
| 2. | 15 мая 2011      | Сен-Годенс, Франция | Грунт      | Орели Веди       | Анастасия Пивоварова Ольга Савчук    | 6-3 6-3        |
| 3. | 14 октября 2012  | Сучжоу, Китай       | Хард       | Тимея Бачински   | Чжао Ицзин Ян Чжаосюань              | 7-5 6-3        |
| 4. | 28 октября 2012  | Тайбэй, Тайвань     | Хард       | Чжань Цзиньвэй   | Гао Шаоюань Ли Хуачжэнь              | 4-6 6-4 [10-6] |
| 5. | 10 ноября 2013   | Тайбэй, Тайвань     | Хард (зал) | Ярослава Шведова | Алисон ван Эйтванк Анна-Лена Фридзам | 6-3 6-3        |

#### Поражения (4)
| №  | Дата            | Турнир             | Покрытие    | Партнёрша        | Соперницы в финале              | Счёт              |
| 1. | 10 октября 2010 | Лимож, Франция     | Хард (зал)  | Клер Фёэрстен    | Людмила Киченок Надежда Киченок | 7-6(5) 4-6 [8-10] |
| 2. | 23 октября 2011 | Лимож, Франция     | Хард (зал)  | Орели Веди       | София Арвидссон Джилл Крейбас   | 4-6 6-4 [7-10]    |
| 3. | 26 ноября 2011  | Тоёта, Япония      | Ковёр (зал) | Михаэлла Крайчек | Макото Ниномия Рико Саваянаги   | Без игры          |
| 4. | 21 октября 2012 | Макинохара, Япония | Трава       | Моника Адамчак   | Мию Като Эри Ходзуми            | 6-7(6) 3-6        |

### Финалы показательных турниров в смешанном парном разряде (1)

#### Поражение (1)
| №  | Год  | Турнир           | Покрытие | Партнёр            | Соперники в финале        | Счёт    |
| 1. | 2024 | Индиан-Уэлс, США | Хард     | Эдуар Роже-Васслен | Сторм Хантер Мэттью Эбден | 3-6 3-6 |

### Финалы командных турниров (2)

#### Победы (1)
| №  | Год  | Турнир          | Команда                                    | Соперник в финале                         | Счёт в финале |
| 1. | 2019 | Кубок Федерации | Франция К.Гарсия, К.Младенович П.Парментье | Австралия Э.Барти, С.Стосур, А.Томлянович | 3—2           |

#### Поражения (1)
| №  | Год  | Турнир          | Команда                                 | Соперник в финале                     | Счёт |
| 1. | 2016 | Кубок Федерации | Франция К.Гарсия, А.Корне, К.Младенович | Чехия П.Квитова,К.Плишкова,Б.Стрыцова | 2—3  |

## История выступлений на турнирах
По состоянию на 3 марта 2025 года
Для того, чтобы предотвратить неразбериху и удваивание счёта, информация в этой таблице корректируется только по окончании турнира или по окончании участия там данного игрока.
| Турнир                       | 2010          | 2011          | 2012          | 2013          | 2014          | 2015          | 2016   | 2017          | 2018          | 2019          | 2020          | 2021          | 2022          | 2023          | 2024          | 2025          | Итог   | В/П за карьеру |
| ---------------------------- | ------------- | ------------- | ------------- | ------------- | ------------- | ------------- | ------ | ------------- | ------------- | ------------- | ------------- | ------------- | ------------- | ------------- | ------------- | ------------- | ------ | -------------- |
| Турниры Большого шлема       |               |               |               |               |               |               |        |               |               |               |               |               |               |               |               |               |        |                |
| Открытый чемпионат Австралии | -             | 2Р            | К             | 1Р            | 1Р            | 3Р            | 1Р     | 3Р            | 4Р            | 3Р            | 2Р            | 2Р            | 1Р            | 4Р            | 2Р            | 1Р            | 0 / 14 | 16-14          |
| Открытый чемпионат Франции   | К             | 2Р            | 1Р            | 2Р            | 1Р            | 1Р            | 2Р     | 1/4           | 4Р            | 2Р            | 4Р            | 2Р            | 2Р            | 2Р            | 2Р            |               | 0 / 14 | 18-14          |
| Уимблдонский турнир          | -             | К             | К             | 2Р            | 3Р            | 1Р            | 2Р     | 4Р            | 1Р            | 1Р            | НП            | 1Р            | 4Р            | 3Р            | 2Р            |               | 0 / 11 | 13-11          |
| Открытый чемпионат США       | -             | К             | К             | 2Р            | 1Р            | 1Р            | 3Р     | 3Р            | 3Р            | 1Р            | 3Р            | 2Р            | 1/2           | 1Р            | 1Р            |               | 0 / 12 | 15-12          |
| Итог                         | 0 / 0         | 0 / 2         | 0 / 1         | 0 / 4         | 0 / 4         | 0 / 4         | 0 / 4  | 0 / 4         | 0 / 4         | 0 / 4         | 0 / 3         | 0 / 4         | 0 / 4         | 0 / 4         | 0 / 4         | 0 / 1         | 0 / 51 |                |
| В/П в сезоне                 | 0-0           | 2-2           | 0-1           | 3-4           | 2-4           | 2-4           | 4-4    | 11-4          | 8-4           | 3-4           | 6-3           | 3-4           | 9-4           | 6-4           | 3-4           | 0-1           |        | 62-51          |
| Олимпийские игры             |               |               |               |               |               |               |        |               |               |               |               |               |               |               |               |               |        |                |
| Летняя олимпиада             | Не проводился | Не проводился | -             | Не проводился | Не проводился | Не проводился | 2Р     | Не проводился | Не проводился | Не проводился | Не проводился | 1Р            | Не проводился | Не проводился | 1Р            | НП            | 0 / 3  | 1-3            |
| Итоговые турниры             |               |               |               |               |               |               |        |               |               |               |               |               |               |               |               |               |        |                |
| Итоговый турнир WTA          | -             | -             | -             | -             | -             | -             | -      | 1/2           | -             | -             | НП            | -             | П             | -             | -             |               | 1 / 2  | 6-3            |
| Трофей элиты                 | Не проводился | Не проводился | Не проводился | Не проводился | Не проводился | -             | Группа | -             | Группа        | -             | Не проводился | Не проводился | Не проводился | Группа        | Не проводился | Не проводился | 0 / 3  | 3-3            |

К — проигрыш в квалификационном турнире.
| Турнир                       | 2011  | 2012  | 2013          | 2014          | 2015          | 2016  | 2017  | 2021  | 2022          | 2023          | 2024  | Итог   | В/П за карьеру |
| ---------------------------- | ----- | ----- | ------------- | ------------- | ------------- | ----- | ----- | ----- | ------------- | ------------- | ----- | ------ | -------------- |
| Турниры Большого шлема       |       |       |               |               |               |       |       |       |               |               |       |        |                |
| Открытый чемпионат Австралии | -     | -     | -             | 3Р            | 3Р            | 3Р    | 1/2   | -     | 2Р            | -             | 1/4   | 0 / 6  | 14-6           |
| Открытый чемпионат Франции   | 1Р    | 1Р    | 2Р            | 1Р            | 3Р            | П     | -     | -     | П             | -             | -     | 2 / 7  | 15-5           |
| Уимблдонский турнир          | -     | -     | К             | 2Р            | 2Р            | 1/4   | -     | 1Р    | -             | 1/4           | 3Р    | 0 / 6  | 10-6           |
| Открытый чемпионат США       | -     | -     | 2Р            | 2Р            | 1/4           | Ф     | -     | 1Р    | 1/4           | -             | -     | 0 / 6  | 13-6           |
| Итог                         | 0 / 1 | 0 / 1 | 0 / 2         | 0 / 4         | 0 / 4         | 1 / 4 | 0 / 1 | 0 / 2 | 1 / 3         | 0 / 1         | 0 / 2 | 2 / 25 |                |
| В/П в сезоне                 | 0-1   | 0-1   | 2-2           | 4-4           | 8-4           | 16-3  | 4-1   | 0-2   | 10-2          | 3-1           | 5-2   |        | 52-23          |
| Итоговые турниры             |       |       |               |               |               |       |       |       |               |               |       |        |                |
| Итоговый турнир WTA          | -     | -     | -             | -             | Группа        | 1/2   | -     | -     | -             | -             | -     | 0 / 2  | 2-3            |
| Олимпийские игры             |       |       |               |               |               |       |       |       |               |               |       |        |                |
| Летняя олимпиада             | НП    | -     | Не проводился | Не проводился | Не проводился | 1Р    | НП    | 1Р    | Не проводился | Не проводился | 2Р    | 0 / 3  | 1-3            |

К — уступила в отборочном соревновании.